# Varambon
Varambon és un municipi francès situat al departament de l'Ain i a la regió d'Alvèrnia-Roine-Alps. L'any 2007 tenia 544 habitants.

## Demografia

### Població
El 2007 la població de fet de Varambon era de 544 persones. Hi havia 213 famílies de les quals 56 eren unipersonals (24 homes vivint sols i 32 dones vivint soles), 52 parelles sense fills, 97 parelles amb fills i 8 famílies monoparentals amb fills.
La població ha evolucionat segons el següent gràfic:
Habitants censats

### Habitatges
El 2007 hi havia 232 habitatges, 215 eren l'habitatge principal de la família, 15 eren segones residències i 2 estaven desocupats. 209 eren cases i 23 eren apartaments. Dels 215 habitatges principals, 154 estaven ocupats pels seus propietaris, 52 estaven llogats i ocupats pels llogaters i 9 estaven cedits a títol gratuït; 1 tenia una cambra, 14 en tenien dues, 27 en tenien tres, 67 en tenien quatre i 106 en tenien cinc o més. 179 habitatges disposaven pel capbaix d'una plaça de pàrquing. A 88 habitatges hi havia un automòbil i a 119 n'hi havia dos o més.

### Piràmide de població
La piràmide de població per edats i sexe el 2009 era:
| Homes | Edats   | Dones |
| ----- | ------- | ----- |
| 0     | 95 o +  | 0     |
| 0     | 90 a 94 | 4     |
| 0     | 85 a 89 | 4     |
| 0     | 80 a 84 | 4     |
| 12    | 75 a 79 | 4     |
| 8     | 70 a 74 | 16    |
| 8     | 65 a 69 | 8     |
| 0     | 60 a 64 | 4     |
| 8     | 55 a 59 | 8     |
| 12    | 50 a 54 | 0     |
| 24    | 45 a 49 | 24    |
| 12    | 40 a 44 | 28    |
| 20    | 35 a 39 | 16    |
| 4     | 30 a 34 | 16    |
| 12    | 25 a 29 | 16    |
| 12    | 20 a 24 | 8     |
| 32    | 15 a 19 | 16    |
| 20    | 10 a 14 | 32    |
| 8     | 5 a 9   | 12    |
| 8     | 0 a 4   | 4     |

## Economia
El 2007 la població en edat de treballar era de 362 persones, 289 eren actives i 73 eren inactives. De les 289 persones actives 274 estaven ocupades (158 homes i 116 dones) i 15 estaven aturades (6 homes i 9 dones). De les 73 persones inactives 21 estaven jubilades, 31 estaven estudiant i 21 estaven classificades com a «altres inactius».

### Ingressos
El 2009 a Varambon hi havia 212 unitats fiscals que integraven 537 persones, la mediana anual d'ingressos fiscals per persona era de 19.808 €.

### Activitats econòmiques
Dels 13 establiments que hi havia el 2007, 1 era d'una empresa alimentària, 4 d'empreses de construcció, 3 d'empreses de comerç i reparació d'automòbils, 2 d'empreses de transport, 1 d'una empresa d'hostatgeria i restauració, 1 d'una empresa de serveis i 1 d'una empresa classificada com a «altres activitats de serveis».
Dels 6 establiments de servei als particulars que hi havia el 2009, 2 eren paletes, 1 guixaire pintor, 1 lampisteria, 1 restaurant i 1 saló de bellesa.
L'any 2000 a Varambon hi havia 6 explotacions agrícoles.

## Equipaments sanitaris i escolars
El 2009 hi havia una escola elemental.

## Poblacions més properes
El següent diagrama mostra les poblacions més properes.